# Івано-Ганнівка
Івано-Ганнівка — селище в Україні, у Запорізькому районі Запорізької області. Входить до складу Степненської сільської громади. Населення становить 96 осіб.

## Географія
Селище Івано-Ганнівка розташоване на правому березі річки Мокра Московка, вище за течією на відстані 2 км розташоване селище Кам'яне, нижче за течією на відстані 6 км розташоване місто Запоріжжя, а на протилежному березі — село Наталівка. По селищу протікає  струмок із загатою, який в посушливу пору пересихає.

## Історія
- 1884 - дата заснування.
- До 2020 року орган місцевого самоврядування — Наталівська сільська рада.

## Економіка
- Янцевський гранітний кар'єр.